# Kaede
Kaede，一种光激活荧光蛋白质，起源于自然状态的石珊瑚目的蜿蜒曲紋珊瑚（Trachyphyllia geoffroyi）。Kaede 在日语中意为枫叶。当被紫外光辐照（350-400nm）时，kaede会有从绿色荧光到红色荧光的不可逆光转换。它是116 kDa 的人四聚物蛋白质。据推断作为其主要结构的四聚物结构仅28 kDa。这种四聚体化可能导致kaede结合到其他蛋白质时形成聚合物的可能性较低。

## 发现
kaede的光转换荧光特性于偶然得知，首先由Ando et al.在美国国家科学院[1]刊物报道。放置于工作台并曝光时，kaede的一部分发现发射红色荧光。随后证实表明kaede初始发射绿色荧光，曝于紫外光后即光转换，发射红色荧光，因此命名为kaede。

## 应用
像所有其他荧光蛋白，kaede可作为基因表达的局部光标记物和细胞行为研究的蛋白质标记物[2]。
很有用的一种应用是神经元的视觉呈现。由于长而薄的突起互相纠缠在一起，单独的神经元轮廓难于刻画出来。
kaede发现后，用来呈现单个神经元的形态很有用。神经元转染kaede cDNA后，用紫外光辐照，光转换后的红色荧光态的kaede自由散布于不包括核区的细胞，延伸到树突和轴突区域，这种技术帮助解决了基于高密度培养神经细胞复杂网络的问题[3]。
紫外光引起荧光色改变，即使只有一部分kaede光转换了，标记细胞和亚细胞结构仍有效。

## 优点
光转换后，kaede发射明亮而稳定的红色荧光，并可在有氧条件下持续数月。红色荧光态相较于绿色更亮更稳定，未光转换的绿态发射红色荧光强度非常低。
相较于其他光转换之前的蛋白质，kaede发射明亮得多的绿色荧光。
kaede的转换光和激发光可完全区分。

## 限制
虽kaede光转换之前后发射红-绿荧光强倍率是2000，在多标记方面同时利用红绿荧光亦可引起问题。kaede四聚物化可能干扰标记蛋白的定位和追踪。这些限制了kaede用作蛋白标记物。